# Kemnath am Buchberg

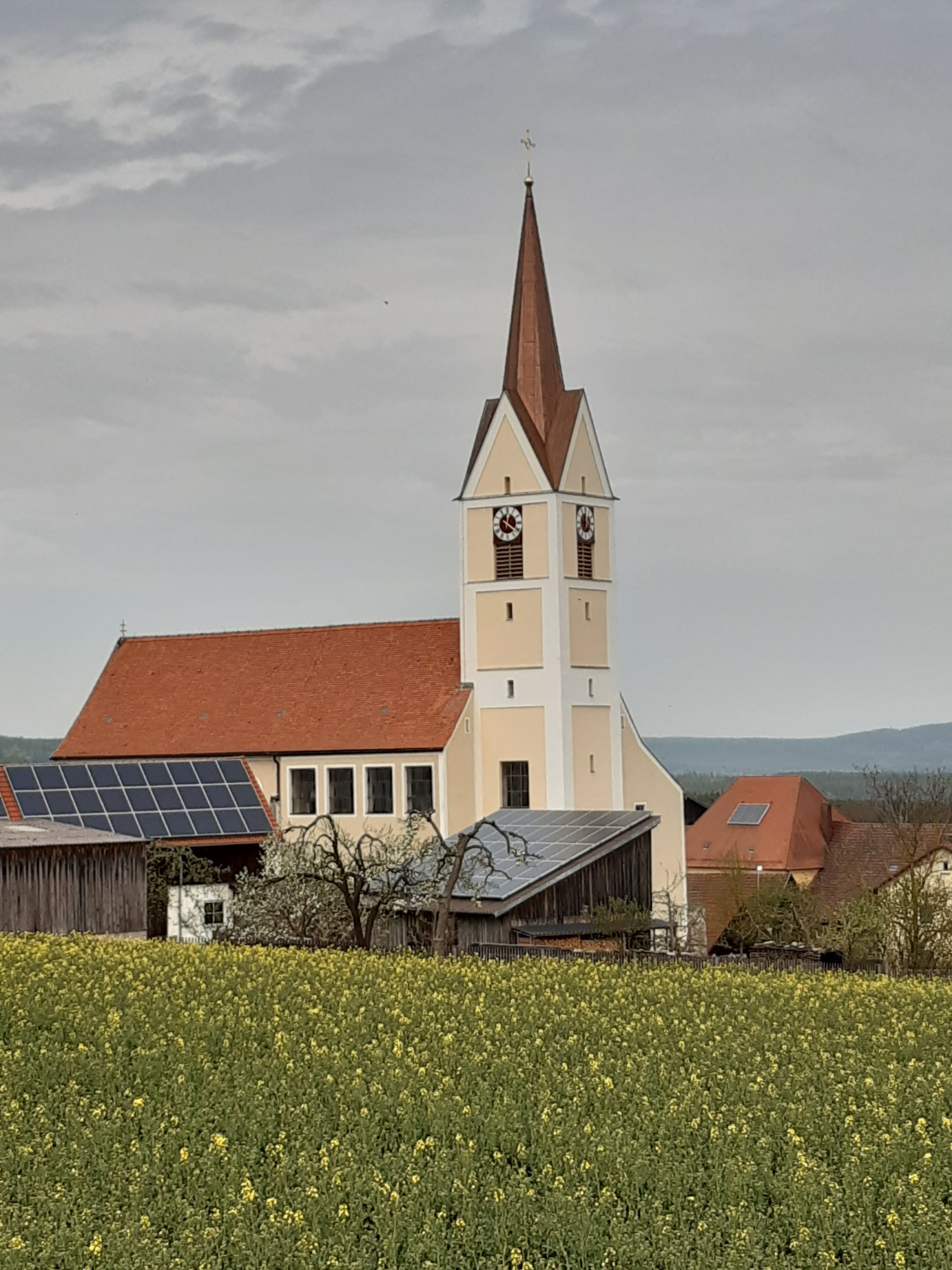
Katholische Pfarrkirche

Kemnath am Buchberg (bis 1926 Kemnath, bis 1968 Kemnath b.Neunaigen) ist ein Gemeindeteil der Stadt Schnaittenbach und eine Gemarkung im Landkreis Amberg-Sulzbach in der Oberpfalz in Bayern.

## Geographie

Lage der Gemarkung Kemnath am Buchberg im Gemeindegebiet der Stadt Schnaittenbach

Die Gemarkung Kemnath am Buchberg und das Pfarrdorf Kemnath am Buchberg liegen im südlichen Gemeindegebiet der Stadt Schnaittenbach. Der namensgebende 667 Meter hohe Buchberg liegt gut zwei Kilometer westlich des Orts.

## Geschichte
Der Ort wurde 1150 im Zusammenhang mit der Nennung eines „Gottfridus Plebanus de Chemenaten“ als Leutepfarrer von Kemnath erstmals urkundlich erwähnt. Die Pfarrei selbst wurde erst 1483 erstmals bezeugt.
Das Pfarrdorf Kemnath wurde zum Ende des Zweiten Weltkriegs am 20. April 1945, kurz vor Einmarsch der amerikanischen Truppen, durch Bomben schwer getroffen, dabei wurde ein großer Teil der Wohnhäuser und Gebäude zerstört. Auch die Kirche trug starke Schäden davon. Der Turm wurde völlig zerstört.
Am 1. Mai 1978 wurde die Gemeinde Kemnath am Buchberg in die Stadt Schnaittenbach eingegliedert.

## Verkehr
Kemnath am Buchberg liegt an der Kreisstraße AS 32, welche von der Bundesstraße 14 abzweigt. Von Schnaittenbach ist Kemnath am Buchberg über die Kreisstraßen AS 19 und AS 26 nach 7 km zu erreichen.
An den öffentlichen Nahverkehr ist Kemnath am Buchberg über zwei Buslinien angebunden. Dabei handelt es sich um die Linie 44 der RBO zwischen Neuersdorf und Nabburg über Schnaittenbach (VGN-Linie 444) und um die Linie 74 der RBO zwischen Götzendorf oder Mertenberg und Schnaittenbach.
Die nächstgelegenen Bahnhöfe befinden sich in Wernberg-Köblitz (9 km), Nabburg (12 km) und in Amberg (20 km).